# Liste der Flughäfen und Flugplätze in Schweden
In Schweden gibt es zurzeit 51 Flughäfen mit IATA-Code sowie 166 Flughäfen und Flugplätze mit ICAO-Code. In der folgenden Liste sind alle diese Flughäfen und Flugplätze in schwedischer alphabetischer Ordnung, d. h. A–Z, Å, Ä, Ö aufgelistet. Flughäfen mit regelmäßigem Linienverkehr sind in Fettschrift gekennzeichnet.
| Ort                      | ICAO | IATA | Name des Flughafens                   | Benutzung                           | Start- und Landebahn(en)                                                         | Passagiere        |
| ------------------------ | ---- | ---- | ------------------------------------- | ----------------------------------- | -------------------------------------------------------------------------------- | ----------------- |
| Alingsås                 | ESGI |      | Flugplatz Alingsås                    | öffentlich                          | 01/19, 800 m, Gras                                                               |                   |
| Anderstorp               | ESMP |      | Flugplatz Anderstorp                  | öffentlich                          | 04/22, 1000 m, Asphalt                                                           |                   |
| Ängelholm / Helsingborg  | ESHH | JHE  | Heliport Airport                      |                                     |                                                                                  |                   |
| Arboga                   | ESQO |      | Flugplatz Arboga                      | öffentlich                          | 15/33, 2000 m, Asphalt                                                           |                   |
| Arbrå                    | ESUB |      | Flugplatz Arbrå                       | öffentlich                          | 18/36, 700 m, Gras                                                               |                   |
| Arvidsjaur               | ESNX | AJR  | Flughafen Arvidsjaur                  | öffentlich                          | 12/30, 2500 m, Asphalt                                                           | 56.940 (2016)     |
| Arvika                   | ESKV |      | Flugplatz Arvika-Westlanda            | öffentlich                          | 01/19, 1150 m, Asphalt                                                           |                   |
| Avesta                   | ESVA |      | Flugplatz Avesta                      | öffentlich                          | 15/33, 850 m, Gras                                                               |                   |
| Berga                    | ESQP |      | Flugplatz Berga                       | militärisch (nicht mehr in Betrieb) | 183 m, gepflastert                                                               |                   |
| Björkvik                 | ESKX |      | Flugplatz Björkvik                    | militärisch (nicht mehr in Betrieb) | 2000 m, gepflastert                                                              |                   |
| Boden                    | ESPG |      | Flugplatz Boden                       | militärisch (nicht mehr in Betrieb) | 406 m, gepflastert                                                               |                   |
| Borglanda                | ESMB |      | Flugplatz Borglanda                   | öffentlich                          | 03/21, 625 m, Gras                                                               |                   |
| Borlänge                 | ESSD | BLE  | Dala Airport                          | öffentlich                          | 14/32, 2310 m, Asphalt                                                           | 26.804 (2016)     |
| Borås                    | ESGE |      | Flugplatz Viared                      | öffentlich                          | 04/22, 800 m, Asphalt                                                            |                   |
| Brattforsheden           | ESSM |      | Flugplatz Brattforsheden              | öffentlich                          | 08/26, 800 m, Gras                                                               |                   |
| Bunge                    | ESVB |      | Flugplatz Bunge                       | privat                              | 09/27, 675 m, Asphalt 16/34, 675 m, Asphalt                                      |                   |
| Byholma                  | ESFY |      | Flugplatz Byholma                     | militärisch (nicht mehr in Betrieb) | 12/30, 2300 m, Asphalt                                                           |                   |
| Byxelkrok                | ESMZ |      | Flugplatz Ölanda                      | öffentlich                          | 15/33, 600 m, Asphalt                                                            |                   |
| Dala-Järna               | ESKD |      | Flugplatz Dala-Järna                  | öffentlich                          | 03/21, 900 m, Asphalt                                                            |                   |
| Edsbyn                   | ESUY |      | Flugplatz Edsbyn                      | öffentlich                          | 11/29, 700 m, Gras                                                               |                   |
| Ekshärad                 | ESKH |      | Flugplatz Ekshärad                    | öffentlich                          | 15/33, 540 m, Gras                                                               |                   |
| Eksjö                    | ESMC |      | Flugplatz Ränneslätt                  | öffentlich                          | 01/19, 1000 m, Gras                                                              |                   |
| Emmaboda                 | ESMA |      | Flugplatz Emmaboda                    | öffentlich                          | 01/19, 1300 m, Asphalt                                                           |                   |
| Eskilstuna               | ESSC |      | Flugplatz Ekeby                       | öffentlich                          | 05/23, 850 m, Gras 17/35, 800 m, Gras                                            |                   |
| Eskilstuna               | ESSU | EKT  | Flugplatz Eskilstuna                  | öffentlich                          | 18/36, 1886 m, Asphalt/Beton                                                     |                   |
| Eslöv                    | ESME |      | Flugplatz Eslöv                       | öffentlich                          | 04/22, 630 m, Gras 15/33, 650 m, Gras                                            |                   |
| Fagerhult                | ESMF |      | Flugplatz Fagerhult                   | öffentlich                          | 17/35, 530 m, Gras                                                               |                   |
| Falkenberg               | ESGF |      | Flugplatz Morup                       | öffentlich                          | 09/27, 700 m, Gras                                                               |                   |
| Falköping                | ESGK |      | Flugplatz Falköping                   | öffentlich                          | 04/22, 1316 m, Asphalt                                                           |                   |
| Fällfors                 | ESUF |      | Flugplatz Fällfors                    | militärisch (nicht mehr in Betrieb) | 2000 m, gepflastert                                                              |                   |
| Färila                   | ESNF |      | Flugplatz Färila                      | militärisch (nicht mehr in Betrieb) | 2000 m, gepflastert                                                              |                   |
| Fjällbacka               | ESTF |      | Flugplatz Fjallbacka                  | öffentlich                          | 06/24, 800 m, Gras                                                               |                   |
| Gagnef                   | ESVG |      | Flugplatz Gagnef                      | öffentlich                          | 08/26, 600 m, Gras                                                               |                   |
| Gargnäs                  | ESUG |      | Flugplatz Gargnäs                     | öffentlich                          | 17/35, 940 m, Gras                                                               |                   |
| Gimo                     | ESKA |      | Flugplatz Gimo                        | militärisch                         | 2000 m, gepflastert                                                              |                   |
| Göteborg                 | ESGG | GOT  | Flughafen Göteborg/Landvetter         | öffentlich                          | 03/21, 3299 m, Asphalt                                                           | 6.369.397 (2016)  |
| Göteborg                 | ESGP | GSE  | Flughafen Göteborg/Säve (Säve)        | öffentlich                          | 01/19, 2039 m, Asphalt 04/22, 871 m, Asphalt                                     | 1.082 (2016)      |
| Göteborg                 | ESGB | GOT  | Flughafen Göteborg/Torslanda          | öffentlich (nicht mehr in Betrieb)  | 04/22, 1869 m, Asphalt 09/27, 1160 m, Asphalt 14/32, 1730 m, Asphalt             |                   |
| Gryttjom                 | ESKG |      | Flugplatz Gryttjom                    | öffentlich                          | 18/36, 900 m, Gras                                                               |                   |
| Grönhögen                | ESTG |      | Flugplatz Grönhögen                   | privat                              | 01/19, 800 m, Gras                                                               |                   |
| Gällivare                | ESNG | GEV  | Flughafen Gällivare                   | öffentlich                          | 12/30, 1714 m, Asphalt                                                           | 34.286 (2016)     |
| Gävle / Sandviken        | ESSK | GVX  | Flugplatz Gävle-Sandviken             | öffentlich                          | 18/36, 2000 m, Asphalt                                                           |                   |
| Götene                   | ESGN |      | Flugplatz Brännebrona                 | öffentlich                          | 12/30, 600 m, Gras                                                               |                   |
| Hägernäs                 |      |      | Militärflugplatz Hägernäs             | militärisch (geschlossen)           | Wasserflugplatz                                                                  |                   |
| Hagfors                  | ESOH | HFS  | Flugplatz Hagfors                     | öffentlich                          | 18/36, 1509 m, Asphalt                                                           | 2.865 (2016)      |
| Hagshult                 | ESMV |      | Flugplatz Hagshult                    | militärisch                         | 04/22, 2050 m, Asphalt                                                           |                   |
| Hallviken                | ESNA |      | Flugplatz Hallviken                   | öffentlich                          | 14/32, 100 m, Asphalt                                                            |                   |
| Halmstad                 | ESMT | HAD  | Flughafen Halmstad                    | öffentlich                          | 01/19, 2261 m, Asphalt                                                           | 122.930 (2016)    |
| Hasslösa                 | ESFH |      | Flugplatz Hasslösa                    | militärisch (nicht mehr in Betrieb) | 2000 m, gepflastert                                                              |                   |
| Hede                     | ESNC |      | Flugplatz Hedlanda                    | öffentlich                          | 06/24, 1000 m, Asphalt                                                           |                   |
| Heden                    | ESPJ |      | Flugplatz Heden                       | militärisch (nicht mehr in Betrieb) | 2000 m, gepflastert                                                              |                   |
| Hemavan                  | ESUT | HMV  | Flughafen Hemavan                     | öffentlich                          | 15/33, 1472 m, Asphalt                                                           | 14.302 (2016)     |
| Herrljunga               | ESGH |      | Flugplatz Herrljunga                  | öffentlich                          | 18/36, 900 m, Gras                                                               |                   |
| Hudiksvall               | ESNH | HUV  | Flugplatz Hudiksvall                  | öffentlich                          | 12/30, 1320 m, Asphalt                                                           |                   |
| Hultsfred / Vimmerby     | ESSF | HLF  | Flugplatz Hultsfred-Vimmerby          | öffentlich                          | 12/30, 1945 m, Beton                                                             | 3.749             |
| Hällefors                | ESVH |      | Flugplatz Hällefors                   | öffentlich                          | 18/36, 720 m, Gravel                                                             |                   |
| Härnösand                | ESUH |      | Flugplatz Myran                       | öffentlich                          | 10/28, 800 m, Gravel                                                             |                   |
| Hässleholm               | ESFA |      | Flugplatz Hässleholm-Bokeberg         | öffentlich                          | 04R/22L, 830 m, Gras 04L/22R, 1110 m, Gras                                       |                   |
| Hässleholm               | ESMD |      | Flugplatz Vankiva                     | privat                              | 15/33, 670 m, ungepflastert                                                      |                   |
| Höganäs                  | ESMH |      | Flugplatz Höganäs                     | öffentlich                          | 06/24, 510 m, Gras 14/32, 800 m, Gras                                            |                   |
| Idre                     | ESUE | IDB  | Flugplatz Idre                        | privat                              | 15/33, 1558 m, Asphalt                                                           |                   |
| Jokkmokk                 | ESNJ |      | Militärflugplatz Jokkmokk             | militärisch                         | 14/32, 2000 m, Asphalt                                                           |                   |
| Jönköping                | ESGJ | JKG  | Flughafen Jönköping                   | öffentlich                          | 01/19, 2203 m, Asphalt 11/29, 600 m, Gras                                        | 112.506 (2016)    |
| Kalixfors                | ESUK |      | Flugplatz Kalixfors                   | militärisch                         | 05/23, 900 m, Asphalt 11/29, 880 m, Asphalt 17/35, 1200 m, Asphalt               |                   |
| Kalmar                   | ESMQ | KLR  | Flughafen Kalmar                      | öffentlich                          | 16/34, 2320 m, Asphalt 05/23, 656 m, Asphalt                                     | 238.691 (2016)    |
| Karlsborg                | ESIA |      | Flugplatz Karlsborg                   | militärisch                         | 06/24, 2300 m, Asphalt                                                           |                   |
| Karlskoga                | ESKK | KSK  | Flugplatz Karlskoga                   | öffentlich                          | 03/21, 1499 m, Asphalt                                                           |                   |
| Karlstad                 | ESOK | KSD  | Flughafen Karlstad                    | öffentlich                          | 03/21, 2516 m, Asphalt                                                           | 85.848 (2016)     |
| Katrineholm              | ESVK |      | Flugplatz Katrineholm                 | öffentlich                          | 15/33, 700 m, Gras                                                               |                   |
| Kiruna                   | ESNQ | KRN  | Flughafen Kiruna                      | öffentlich                          | 03/21, 2502 m, Asphalt                                                           | 260.318 (2016)    |
| Knislinge                | ESFI |      | Flugplatz Knislinge                   | militärisch (nicht mehr in Betrieb) | 2100 m, gepflastert                                                              |                   |
| Kosta                    | ESFQ |      | Flugplatz Kosta                       | militärisch                         | 2000 m, gepflastert                                                              |                   |
| Kramfors / Sollefteå     | ESNK | KRF  | Flughafen Kramfors-Sollefteå          | öffentlich                          | 17/35, 2001 m, Asphalt                                                           | 8.735 (2016)      |
| Kristianstad             | ESMK | KID  | Flughafen Kristianstad                | öffentlich                          | 01/19, 800 m, Gras                                                               | 30.873 (2016)     |
| Kubbe                    | ESNI |      | Militärflugplatz Kubbe                | militärisch (nicht mehr in Betrieb) | 2300 m, asphaltiert                                                              |                   |
| Kågeröd                  | ESMJ |      | Flugplatz Kågeröd                     | öffentlich                          | 11/29, 800 m, Gras                                                               |                   |
| Köping                   | ESVQ |      | Flugplatz Köping                      | öffentlich                          | 07/25, 700 m, Gras                                                               |                   |
| Landskrona               | ESML | JLD  | Flugplatz Landskrona                  | öffentlich                          | 12R/30L, 1180 m, Asphalt 12L/30R, 1050 m, Gras                                   |                   |
| Laxå                     | ESSH |      | Flugplatz Laxå                        | öffentlich                          | 03/21, 900 m, Asphalt                                                            |                   |
| Lidköping                | ESGL | LDK  | Flugplatz Lidköping-Hovby             | öffentlich                          | 06/24, 1990 m, Asphalt                                                           |                   |
| Linköping                | ESSL | LPI  | Flughafen Linköping/Saab              | öffentlich                          | 11/29, 2130 m, Asphalt                                                           | 157.780 (2016)    |
| Linköping                | ESCF |      | Flugplatz Malmen                      | militärisch                         | 01/19, 2214 m, Asphalt 08/26, 1870 m, Asphalt                                    |                   |
| Ljungby                  | ESMG |      | Flugplatz Feringe                     | öffentlich                          | 01/19, 1150 m, Asphalt                                                           |                   |
| Ljungbyhed               | ESTL |      | Flugplatz Ljungbyhed                  | öffentlich                          | 11L/29R, 2010 m, Asphalt 11R/29L, 2214 m, Asphalt                                |                   |
| Ljusdal                  | ESUL |      | Flugplatz Ljusdal                     | öffentlich                          | 09/27, 620 m, Gras                                                               |                   |
| Ludvika                  | ESSG |      | Flugplatz Ludvika                     | öffentlich                          | 01/19, 819 m, gepflastert                                                        |                   |
| Luleå                    | ESPA | LLA  | Flughafen Luleå/Kallax                | öffentlich/Mil.                     | 14/32, 3350 m, Asphalt                                                           | 1.197.014 (2016)  |
| Lund                     | ESMN |      | Flugplatz Lund                        | öffentlich                          | 03/31, 630 m, Gras                                                               |                   |
| Lycksele                 | ESNL | LYC  | Flughafen Lycksele                    | öffentlich                          | 14/32, 2090 m, Asphalt                                                           | 17.851 (2016)     |
| Malmö                    | ESMS | MMX  | Flughafen Malmö (Sturup)              | öffentlich                          | 17/35, 2800 m, Asphalt 11/29, 797 m, Asphalt                                     | 2.217.854 (2016)  |
| Malmö                    | ESMM | MMA  | Flughafen Malmö/Bulltofta             | öffentlich (nicht mehr in Betrieb)  | 06/24, 1900 m, Asphalt 13/31, 1120 m, Gras                                       |                   |
| Malmö                    | ESHM | JMM  | Malmo Harbour Heliport Airport        |                                     |                                                                                  |                   |
| Malung                   | ESVM |      | Flugplatz Skinnlanda                  | öffentlich                          | 16/34, 800 m, Asphalt                                                            |                   |
| Mellansel                | ESUI |      | Flugplatz Mellansel                   | öffentlich                          | 09/27, 795 m, Gras                                                               |                   |
| Mohed                    | ESUM |      | Flugplatz Mohed                       | öffentlich                          | 12/30, 800 m, Asphalt                                                            |                   |
| Moholm                   | ESFM |      | Flugplatz Moholm                      | militärisch                         | 2002 m, gepflastert                                                              |                   |
| Mora                     | ESKM | MXX  | Flughafen Mora-Siljan                 | öffentlich                          | 16/34, 1814 m, Asphalt                                                           | 7.434 (2016)      |
| Munkfors                 | ESKO |      | Flugplatz Munkfors                    | öffentlich                          | 03/21, 700 m, Gras                                                               |                   |
| Norrköping               | ESSP | NRK  | Flughafen Norrköping                  | öffentlich                          | 09/27, 2203 m, Asphalt 11/29, 600 m, Gras                                        | 99.609 (2016)     |
| Norrköping               | ESCK |      | Flugplatz Bråvalla                    | militärisch                         | 15/33, 2300 m, Asphalt                                                           |                   |
| Norrtälje                | ESSN |      | Flugplatz Norrtälje                   | öffentlich                          | 07/25, 605 m, Asphalt                                                            |                   |
| Optand                   | ESNM |      | Flugplatz Optand                      | öffentlich                          | 18/36, 1000 m, Asphalt 15/33, 750 m, Gras                                        |                   |
| Orsa                     | ESNR |      | Flugplatz Orsa                        | öffentlich                          | 03/21, 1000 m, Asphalt 15/33, 900 m, Gras                                        |                   |
| Oskarshamn               | ESMO | OSK  | Flughafen Oskarshamn                  | öffentlich                          | 01/19, 1500 m, Asphalt                                                           | 10.315            |
| Oviken                   | ESUO |      | Flugplatz Oviken                      | öffentlich                          | 18/36, 900 m, Gras                                                               |                   |
| Pajala                   | ESUP | PJA  | Flughafen Pajala                      | öffentlich                          | 11/29, 2300 m, Asphalt                                                           | 5.914 (2016)      |
| Piteå                    | ESNP |      | Flugplatz Piteå                       | öffentlich                          | 16/34, 1000 m, Asphalt                                                           |                   |
| Ramsele                  | ESUR |      | Flugplatz Ramsele                     | öffentlich                          | 14/32, 740 m, Gras                                                               |                   |
| Ronneby                  | ESDF | RNB  | Flughafen Ronneby (F 17)              | öffentlich/mil.                     | 01/19, 2331 m, Asphalt                                                           | 231.562 (2016)    |
| Råda                     | ESFR |      | Flugplatz Råda                        | militärisch                         | 18/36, 2000 m, Asphalt                                                           |                   |
| Sala                     | ---- |      | Flugplatz Salanda                     | öffentlich                          | 15/33, 670 m, Gras                                                               |                   |
| Sandvik                  | ESFS |      | Flugplatz Sandvik                     | öffentlich                          | 17/35, 600 m, Gras                                                               |                   |
| Sättna                   | ESNT |      | Flugplatz Sättna                      | militärisch                         | 2000 m, gepflastert                                                              |                   |
| Siljansnäs               | ESVS |      | Flugplatz Siljansnäs                  | öffentlich                          | 14R/32L, 850 m, Asphalt 14L/32R, 850 m, Gras                                     |                   |
| Sjöbo                    | ESFJ |      | Flugplatz Sjöbo                       | militärisch                         | 2000 m, gepflastert                                                              |                   |
| Skellefteå               | ESNS | SFT  | Flughafen Skellefteå                  | öffentlich                          | 10/28, 2100 m, Asphalt                                                           | 280.926 (2016)    |
| Skövde                   | ESGR | KVB  | Flugplatz Skövde                      | öffentlich                          | 01/19, 1736 m, Asphalt                                                           |                   |
| Smålandsstenar           | ESMY |      | Flugplatz Smålandsstenar              | öffentlich                          | 04/22 800 m, Asphalt                                                             |                   |
| Södertälje               |      | JSO  | Södertälje Heliport Airport           |                                     |                                                                                  |                   |
| Sollefteå                | ESNB |      | Flugplatz Sollefteå                   | öffentlich                          | 14/32, 820 m, Asphalt                                                            |                   |
| Stockholm / Nyköping     | ESKN | NYO  | Flughafen Stockholm-Skavsta           | öffentlich                          | 08/26, 2878 m, Asphalt 16/34, 2039 m Asphalt                                     | 2.025.055 (2016)  |
| Stockholm / Västerås     | ESOW | VST  | Flughafen Stockholm-Västerås (Hässlö) | öffentlich                          | 01/19, 2581 m, Asphalt                                                           | 144.666 (2016)    |
| Stockholm                | ESCN |      | Flugplatz Tullinge                    | öffentlich (nicht mehr in Betrieb)  | 2347 m, gepflastert                                                              |                   |
| Stockholm                | ESKB |      | Flugplatz Stockholm-Barkarby          | öffentlich (nicht mehr in Betrieb)  | 06/24, 990 m, Asphalt                                                            |                   |
| Stockholm                | ESSA | ARN  | Flughafen Stockholm/Arlanda           | öffentlich                          | 01L/19R, 3301 m, Beton/Asph. 01R/19L, 2500 m, Asphalt 08/26, 2500 m, Beton/Asph. | 24.682.243 (2016) |
| Stockholm                | ESSB | BMA  | Flughafen Stockholm/Bromma            | öffentlich                          | 12/30, 1668 m, Asphalt                                                           | 2.503.961 (2015)  |
| Stockholm                | ESSE |      | Flugplatz Skå-Edeby                   | öffentlich                          | 03/21, 650 m, Gras 11/29, 800 m, Gras                                            |                   |
| Storuman                 | ESUD | SQO  | Flugplatz Storuman                    | öffentlich                          | 15/33, 2283 m, Asph./Beton                                                       | 13.821            |
| Storvik                  | ESOL |      | Flugplatz Lemstanäs                   | öffentlich                          | 06/24, 620 m, Asphalt                                                            |                   |
| Strängnäs                | ESKS |      | Flugplatz Strängnäs                   | militärisch                         | 2000 m, gepflastert                                                              |                   |
| Strömstad                | ESGS |      | Flugplatz Näsinge                     | öffentlich                          | 03/21, 906 m, Gras                                                               |                   |
| Sundbro                  | ESKC |      | Flugplatz Sundbro                     | öffentlich                          | 03/21, 630 m, Gras 06/24, 500 m, Gras 14/32, 435 m, Gras                         |                   |
| Sundsvall / Härnösand    | ESNN | SDL  | Flughafen Sundsvall-Timrå (Midlanda)  | öffentlich                          | 16/34, 1954 m, Asphalt                                                           | 280.077 (2016)    |
| Sunne                    | ESKU |      | Flugplatz Sunne                       | öffentlich                          | 01/19, 770 m, Gras                                                               |                   |
| Sveg                     | ESND | EVG  | Flughafen Sveg                        | öffentlich                          | 09/27 1700 m, Asphalt                                                            | 5.836 (2016)      |
| Säffle                   | ESGY |      | Flugplatz Säffle                      | privat                              | 01/19, 870 m, Gras                                                               |                   |
| Såtenäs                  | ESIB |      | Såtenäs Flugflotille                  | militärisch                         | 01/19, 2264 m, Asphalt 11/29, 1933 m, Asphalt                                    |                   |
| Söderhamn                | ESNY | SOO  | Flugplatz Söderhamn                   | öffentlich                          | 12/30, 2524 m, Asphalt                                                           |                   |
| Sövde                    | ESMI |      | Flugplatz Sövde                       | öffentlich                          | 12/30, 800 m, Gras                                                               |                   |
| Tidaholm                 | ESGD |      | Flugplatz Bämmelshed                  | öffentlich                          | 04/2, 675 m, Gras                                                                |                   |
| Tierp                    | ESKT |      | Flugplatz Tierp                       | öffentlich                          | 16/34, 1000 m, Asphalt                                                           |                   |
| Tingsryd                 | ESMW |      | Flugplatz Tingsryd                    | öffentlich (nicht mehr in Betrieb)  | 610 m, ungepflastert                                                             |                   |
| Tomelilla                | ESTO |      | Flugplatz Tomelilla                   | öffentlich                          | 09/27, 840 m, Gras                                                               |                   |
| Torsby                   | ESST | TYF  | Flugplatz Torsby (Fryklanda)          | öffentlich                          | 16/34, 1591 m, Asphalt                                                           | 3.642 (2016)      |
| Trelleborg               | ESMR |      | Flugplatz Trelleborg                  | öffentlich                          | 12/30, 600 m, ungepflastert                                                      |                   |
| Trollhättan / Vänersborg | ESGT | THN  | Flughafen Trollhättan-Vänersborg      | öffentlich                          | 15/33, 1710 m, Asphalt                                                           | 43.740 (2016)     |
| Uddevalla                | ESGA |      | Flugplatz Backamo                     | öffentlich                          | 06/24, 760 m, Gras                                                               |                   |
| Uddevalla                | ESGU |      | Flugplatz Rörkärr                     | öffentlich                          | 03/21, 655 m, Gras                                                               |                   |
| Umeå                     | ESNU | UME  | Flughafen Umeå                        | öffentlich                          | 14/32, 2302 m, Asphalt                                                           | 1.057.373 (2016)  |
| Uppsala                  | ESCM |      | Militärflugplatz Uppsala-Ärna         | militärisch                         | 03/21, 1905 m, Asphalt 08/26, 2010 m, Asphalt                                    |                   |
| Varberg                  | ESGV |      | Flugplatz Varberg                     | öffentlich                          | 06/24, 600 m, Gras 12/30, 600 m, Gras                                            |                   |
| Vellinge                 | ESTT |      | Flugplatz Vellinge                    | öffentlich                          | 03/21, 600 m, Gras                                                               |                   |
| Vidsel                   | ESPE |      | Flugplatz Vidsel                      | militärisch                         | 11/29, 2230 m, Asphalt                                                           |                   |
| Vilhelmina               | ESNV | VHM  | Flughafen Vilhelmina                  | öffentlich                          | 10/28, 1502 m, Asphalt                                                           | 15.046 (2016)     |
| Visby                    | ESSV | VBY  | Flughafen Visby                       | öffentlich                          | 03/21, 2000 m, Asphalt 10/28, 1100 m, Gras                                       | 463.687 (2016)    |
| Visingsö                 | ESSI |      | Flugplatz Visingsö                    | öffentlich                          | 01/19, 600 m, Gras 15/33, 800 m, Gras                                            |                   |
| Vängsö                   | ESSZ |      | Flugplatz Vängsö                      | öffentlich                          | 03/21, 630 m, Gras 15/33, 620 m, Gras                                            |                   |
| Västervik                | ESSW | VVK  | Flugplatz Västervik                   | öffentlich                          | 15L/33R, 800 m, Asphalt 15R/33L, 800 m, Gras                                     |                   |
| Västerås                 | ESSX |      | Flugplatz Johannisberg                | öffentlich                          | 05/23, 850 m, Asphalt                                                            |                   |
| Växjö                    | ESFU |      | Uråsa                                 | militärisch (nicht mehr in Betrieb) | 2300 m, gepflastert                                                              |                   |
| Växjö                    | ESMX | VXO  | Flughafen Växjö/Kronoberg             | öffentlich                          | 01/19, 2103 m, Asphalt                                                           | 172.353 (2016)    |
| Älmhult                  | ESMU |      | Flugplatz Möckeln                     | öffentlich                          | 03/21, 604 m, Gras                                                               |                   |
| Älvsbyn                  | ESUV |      | Flugplatz Älvsbyn                     | öffentlich                          | 04/22, 730 m, Gras                                                               |                   |
| Ängelholm / Helsingborg  | ESTA | AGH  | Flughafen Ängelholm-Helsingborg       | öffentlich                          | 14/32, 1945 m, Asphalt                                                           | 416.622 (2016)    |
| Ålleberg                 | ESGC |      | Flugplatz Ålleberg                    | öffentlich                          | 03/21, 550 m, Gras                                                               |                   |
| Åmsele                   | ESUA |      | Flugplatz Åmsele                      | privat                              | 2041 m, gepflastert                                                              |                   |
| Ånge                     | ESUJ |      | Flugplatz Tälje                       | öffentlich                          | 14/32, 720 m, Gras                                                               |                   |
| Åsele                    | ESUS |      | Flugplatz Åsele                       | öffentlich                          | 12/30, 1200 m, Gras                                                              |                   |
| Örebro                   | ESOE | ORB  | Flughafen Örebro                      | öffentlich                          | 01/19, 2602 m, Asphalt                                                           | 108.990 (2016)    |
| Öresten                  | ESGM |      | Flugplatz Öresten                     | öffentlich                          | 06/24, 680 m, Gras                                                               |                   |
| Örnsköldsvik             | ESNO | OER  | Flughafen Örnsköldsvik                | öffentlich                          | 12/30, 2014 m, Asphalt                                                           | 76.178 (2016)     |
| Östersund                | ESNZ | OSD  | Flughafen Åre Östersund               | öffentlich                          | 12/30, 2500 m, Asphalt                                                           | 495.228 (2016)    |
| Överkalix                | ESNE |      | Flugplatz Överkalix                   | öffentlich                          | 05/23, 900 m, Gras                                                               |                   |